# هاري دانيال
هاري دانيال (بالإنجليزية: Harold Daniel)‏ هو لاعب كرة قدم أسترالية أسترالي، ولد في 19 يونيو 1879 في بالارات في أستراليا، وتوفي في 10 أغسطس 1918 في أميان في فرنسا.

## وصلات خارجية
- هاري دانيال على موقع AustralianFootball.com (الإنجليزية)
- هاري دانيال على موقع AFLtables.com (الإنجليزية)